# 에피알테스
에피알테스(고대 그리스어:  Ἐφιάλτης[*], Ephialtēs;헤로도토스는 Ἐπιάλτης, Epialtes라고 표기)는 말리스의 에우리데모스의 아들이다. 그는 페르시아군으로부터 보상금을 받으려고 고국을 배신했다. 페르시아군에게 연합군이던 그리스군이 지키고 있는 테르모필레를 우회하는 우회로를 알려주었다. 기원전 480년, 페르시아군은 이 정보 덕에 테르모필레 전투에서 승리를 거두었다.

## 배신
헤로도토스가 4,200명 밖에 되지 않는다고 했던 그리스 연합 육군은 숫적으로 압도적인 페르시아 군의 진군을 막기 위해 테르모필레를 선택했다. 트라키아 절벽과 말리 만 사이의 간격이 마차 한 대 지나갈 정도의 넓이 밖에 되지 않았지만, 테르모필레 남쪽의 산을 너머 난 산길로 우회하여 그리스 방어선 뒤에서 본로에 합류할 수 있게 되었다. 헤로도토스는 이 산길이 이 지방 사람들에게는 잘 알려진 길이었고, 과거에 그들이 이웃한 포키스인들을 약탈할 때 사용한 길이었다고 말하고 있다.
페르시아군은 수비군의 측면을 공격하는데 이 산길을 이용했다. 스파르타의 왕 레오니다스는 그리스 병력 대부분을 후퇴시켰지만, 그 자신은 자신의 병사들, 테스피아이 병력 일부 그리고 신뢰하기 힘든 테베 군과 함께 후위군으로 남았다. 테베 군은 첫 번째 기회가 나자마자 페르시아군으로부터 도주를 했지만, 스파르타군과 테스피아이군은 죽을 때까지 싸웠다.
에피알테스는 페르시아군으로부터 보상을 받기를 기대했지만, 살라미스 해전에서 페르시아군이 패배를 당한 이후 무산되었다. 그러자 그는 테살리아로 도주를 했고, 필라이에 있었던 린보동맹이 그가 죽을 때까지 보상금을 지급했다. 헤로도토스는 기원전 470년경 그는 트라키스의 아테나데스(현대 그리스어: Αθηνάδης)에 의해 전혀 관련이 없는 이유로 살해당했다고 말하지만, 스파르타군이 똑같이 아테나데스에게 보상금을 지불했다.